# Ricardo Martinelli
Ricardo Alberto Martinelli Berrocal (Ciutat de Panamà, Panamà; 11 de març de 1952) és un polític i empresari panameny i President de Panamà des de 2009 fins a 2014. Va ser candidat presidencial pel seu partit Cambio Democrático (Canvi Democràtic) en les eleccions de l'any 2004, aconseguint el 5,03% dels vots. Es va postular novament com a candidat presidencial en les eleccions generals de maig de 2009, en les quals va resultar triomfador amb el 60,3% dels vots.